# Premio della European Mathematical Society
Il Premio della European Mathematical Society (EMS Prize) viene assegnato ogni quattro anni a matematici di età inferiore a 36 anni. Il premio viene consegnato in occasione del convegno quadriennale della EMS. 

## Vincitori
2024 – Siviglia:
- Maria Colombo (Italia)
- Cristiana De Filippis  (Italia)
- Jessica Fintzen (Germania)
- Nina Holden (Norvegia)
- Thomas Hutchcroft (Regno Unito)
- Jacek Jendrej (Polonia)
- Adam Kanigowski (Polonia)
- Frederick Manners (Regno Unito)
- Richard Montgomery (Regno Unito)
- Danylo Radchenko (Ucraina)

2020  – Portorož (assegnato nel 2021):
- Karim Adiprasito (Germania)
- Ana Caraiani (Romania)
- Alexander Efimov (Russia)
- Simion Filip (Romania)
- Alexander Logunow (Russia)
- Kaisa Matomäki (Finlandia)
- Phan Thành Nam (Vietnam)
- Joaquim Serra (Spagna)
- Jack Thorne (Regno Unito)
- Maryna Viazovska (Ucraina)

2016 – Berlino:
- Mark Braverman (Israele)
- Vincent Calvez (Francia)
- Hugo Duminil-Copin (Francia)
- James Maynard (Regno Unito)
- Guido de Philippis (Italia)
- Peter Scholze (Germania)
- Péter Varjú (Ungheria)
- Geordie Williamson (Australia)
- Thomas Willwacher (Germania)
- Sara Zahedi (Svezia)

2012 – Cracovia:
- Simon Brendle (Germania)
- Emmanuel Breuillard (Francia)
- Alessio Figalli (Italia)
- Adrian Ioana (Romania)
- Mathieu Lewin (Francia)
- Ciprian Manolescu (Romania)
- Grégory Miermont (Francia)
- Sophie Morel (Francia)
- Tom Sanders (Regno Unito)
- Corinna Ulcigrai (Italia)

2008 – Amsterdam:
- Artur Ávila (Brasile)
- Alexei Borodin (Russia)
- Ben Green (Regno Unito)
- Olga Holtz (Russia)
- Bo'az Klartag (Israele)
- Alexander Kusnezow (Russia)
- Assaf Naor (Israele)
- Laure Saint-Raymond (Francia)
- Agata Smoktunowicz (Polonia)
- Cédric Villani (Francia)

2004 – Stoccolma:
- Franck Barthe (Francia)
- Stefano Bianchini (Italia)
- Paul Biran (Israele)
- Elon Lindenstrauss (Israele)
- Andrej Okun'kov (Russia)
- Sylvia Serfaty (Francia)
- Stanislaw Smirnow (Russia)
- Xavier Tolsa (Spagna)
- Warwick Tucker (Australia)
- Otmar Venjakob (Germania)

2000 – Barcellona:
- Semyon Alesker (Israele)
- Raphaël Cerf (Francia)
- Dennis Gaitsgory (USA)
- Emmanuel Grenier (Francia)
- Dominic Joyce (Regno Unito)
- Vincent Lafforgue (Francia)
- Michael McQuillan (Regno Unito)
- Stefan Nemirowski (Russia)
- Paul Seidel (Francia)
- Wendelin Werner (Francia)

1996 – Budapest:
- Alexis Bonnet (Francia)
- Timothy Gowers (Regno Unito)
- Annette Huber-Klawitter (Germania)
- Aise Johan de Jong (Paesi Bassi)
- Dmitri Kramkow (Russia)
- Jiří Matoušek (Repubblica Ceca)
- Loïc Merel (Francia)
- Grigori Perelman (Russia)
- Ricardo Pérez-Marco (Spagna)
- Leonid Polterovich (Russia/Israel)

1992 – Parigi:
- Richard Borcherds (Regno Unito)
- Jens Franke (Germania)
- Alexander Goncharov (Russia)
- Maxim Kontsevich (Russia)
- François Labourie (Francia)
- Tomasz Łuczak (Polonia)
- Stefan Müller (Germania)
- Vladimír Šverák (Cecoslovacchia)
- Gábor Tardos (Ungheria)
- Claire Voisin (Francia)